# 화학 무기 금지 기구
화학 무기 금지 기구(化學武器禁止機構, Organization for the Prohibition of Chemical Weapons : OPCW, 프랑스어: Organisation pour l'interdiction des armes chimiques, OIAC)는 정부간 국제 기구이자 1997년 4월 29일 발효된 화학 무기 금지 조약(CWC)의 이행 기구이다. 193개 회원국을 보유한 OPCW는 네덜란드 헤이그에 본부를 두고 있으며, 화학 무기를 영구적이고 검증 가능하게 제거하려는 전 세계적 노력을 감독한다.
이 기구는 화학 무기 사용을 금지하고 화학 무기 파괴를 요구하는 화학 무기 금지 조약의 준수를 촉진하고 검증한다. 검증은 회원국의 선언 평가와 현장 검사를 통해 이루어진다.
이 기구는 "화학 무기 제거를 위한 광범위한 노력"으로 2013년 노벨 평화상을 수상했다. 노벨 위원회 의장 토르비에른 야글란은 "협약과 OPCW의 작업은 화학 무기 사용을 국제법상 금기로 규정했다"고 말했다.

## 역사

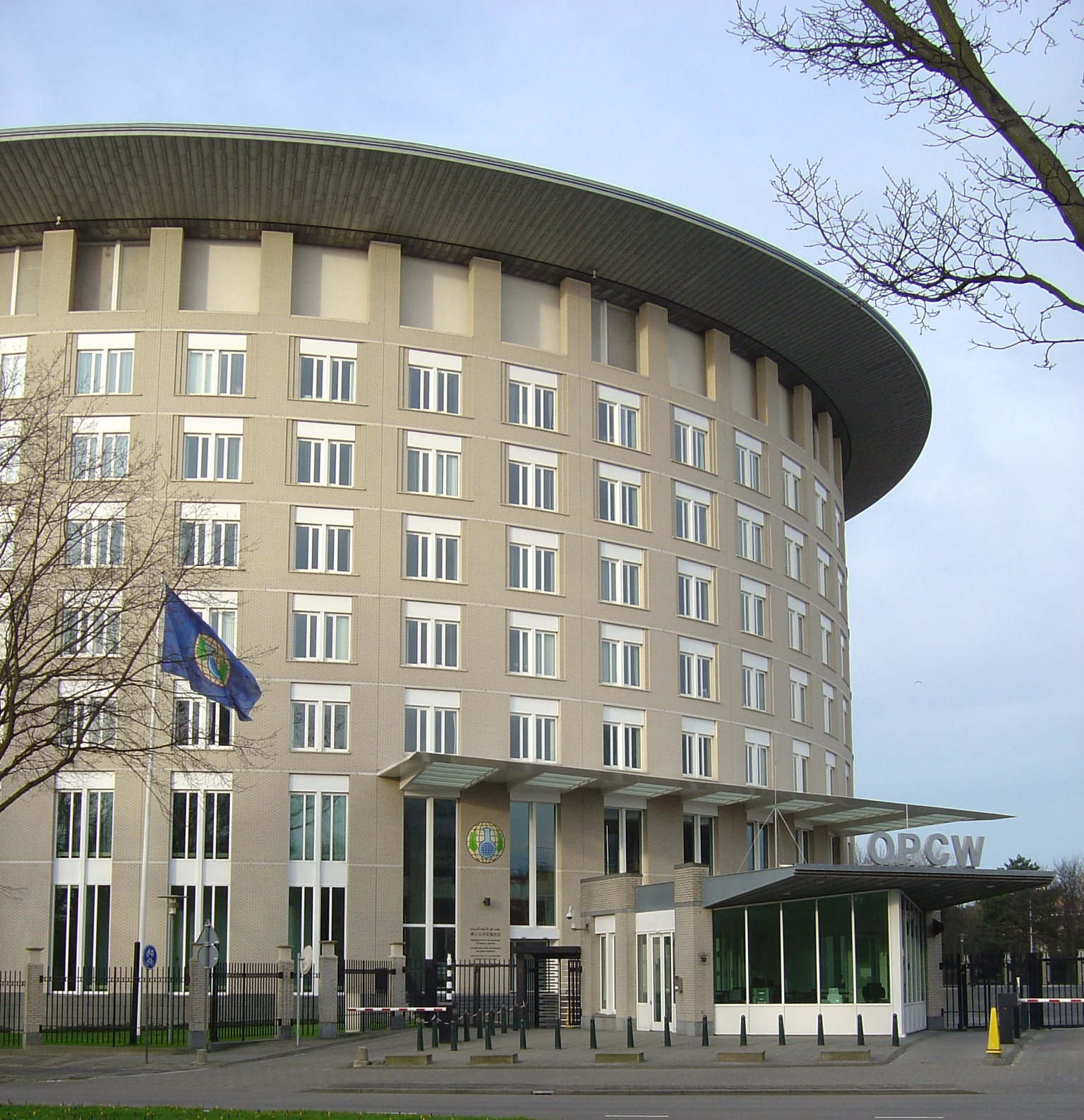
화학 무기 금지 기구 본부

헤이그는 빈과 제네바와의 경쟁에서 네덜란드 정부의 성공적인 로비 이후 조직의 본부 위치로 선정되었다. 이 조직은 월드 포럼 컨벤션 센터 옆에 본부를 두고 있으며(이곳에서 연례 당사국 회의를 개최한다), 레이스베이크에 장비 보관소와 실험실 시설을 두고 있다. 본부는 1998년 5월 20일 네덜란드 여왕 베아트릭스에 의해 공식적으로 개관했다. 반원형으로 지어진 8층 건물로 구성되어 있다. 건물 뒤편에는 모든 희생자를 위한 영구 기념물이 있으며 대중에게 개방되어 있다.
OPCW 본부 건물은 칼만 매키넬 앤드 우드의 미국 건축가 게르하르트 칼만이 설계했다.
초대 사무총장은 두 번째 임기 중 약 1년만 재임했고, 그 후 2002년 4월 회원국들의 불신을 이유로 해임되었다. 가디언의 칼럼니스트 조지 몬비오트는 화학 무기 금지 조약이 OPCW가 "어떤 정부로부터도 지시를 구하거나 받지 아니한다"고 명시함에도 불구하고 조제 부스타니 사무총장이 미국 정부에 의해 강제로 해임되었다고 주장했다. 미국은 브라질을 설득하여 부스타니를 소환하려고 시도했다. 몬비오트는 조약이 또한 국가들이 직원을 "영향을 주려고 시도하지 아니한다"고 명시함에도 불구하고 미국이 다른 조치를 시도했다고 썼다. 부스타니는 그의 권한에 따라 이라크가 조약에 서명하여 국제 화학 무기 감시단을 이라크에 들여보내고 잠재적으로 이라크 전쟁에 대한 미국의 추진을 저해하기를 원했다. 미국은 부스타니를 해임한 세 가지 주요 이유를 들었다: "양극화되고 대립적인 행동", "부실 경영 문제" 그리고 "OPCW에 부적절한 역할을 주장하는 것". 이 해임은 나중에 국제 노동 기구 행정 재판소에 의해 부적절하다고 판결되었고, 그 결과 부스타니는 도의적 손해 배상으로 5만 유로, 두 번째 임기 잔여 기간의 급여, 그리고 법적 비용을 받았다.
2013년 10월 11일, 노르웨이 노벨 위원회는 OPCW가 "화학 무기 제거를 위한 광범위한 노력"으로 노벨 평화상을 수상했다고 발표했다.. 위원회는 더 나아가 "시리아에서의 최근 사건, 즉 화학 무기가 다시 사용된 곳은 그러한 무기를 없애기 위한 노력을 강화할 필요성을 강조했다"고 밝혔다. 2014년 9월 말까지 OPCW는 시리아가 선언한 화학 무기 중 약 97%의 파괴를 감독했다.
2014년, OPCW-헤이그상이 제정되어 화학 무기 없는 세계라는 목표에 특별한 공헌을 한 개인과 기관을 기린다. 이 상은 OPCW가 2013년 노벨 평화상을 수상한 유산으로 만들어졌다. OPCW-헤이그상 기금은 노벨 평화상에 수여된 약 90만 유로의 상금을 사용하여 조성되었으며, OPCW 본부가 있는 헤이그 시에서도 재정적으로 지원된다.
2018년 6월, OPCW는 자신의 권한을 확장하여 규정 위반에 대한 책임을 귀속할 수 있도록 의결했다.
2019년 11월, OPCW 회원국들의 만장일치 합의로 노비초크 계열 신경작용제가 CWC의 "규제 물질 목록"에 추가되었다. 이는 2018년 영국 독살 사건에 대한 대응으로 "1990년대 합의된 조약에 대한 최초의 주요 변경 사항 중 하나"였다.

## 조직 구조

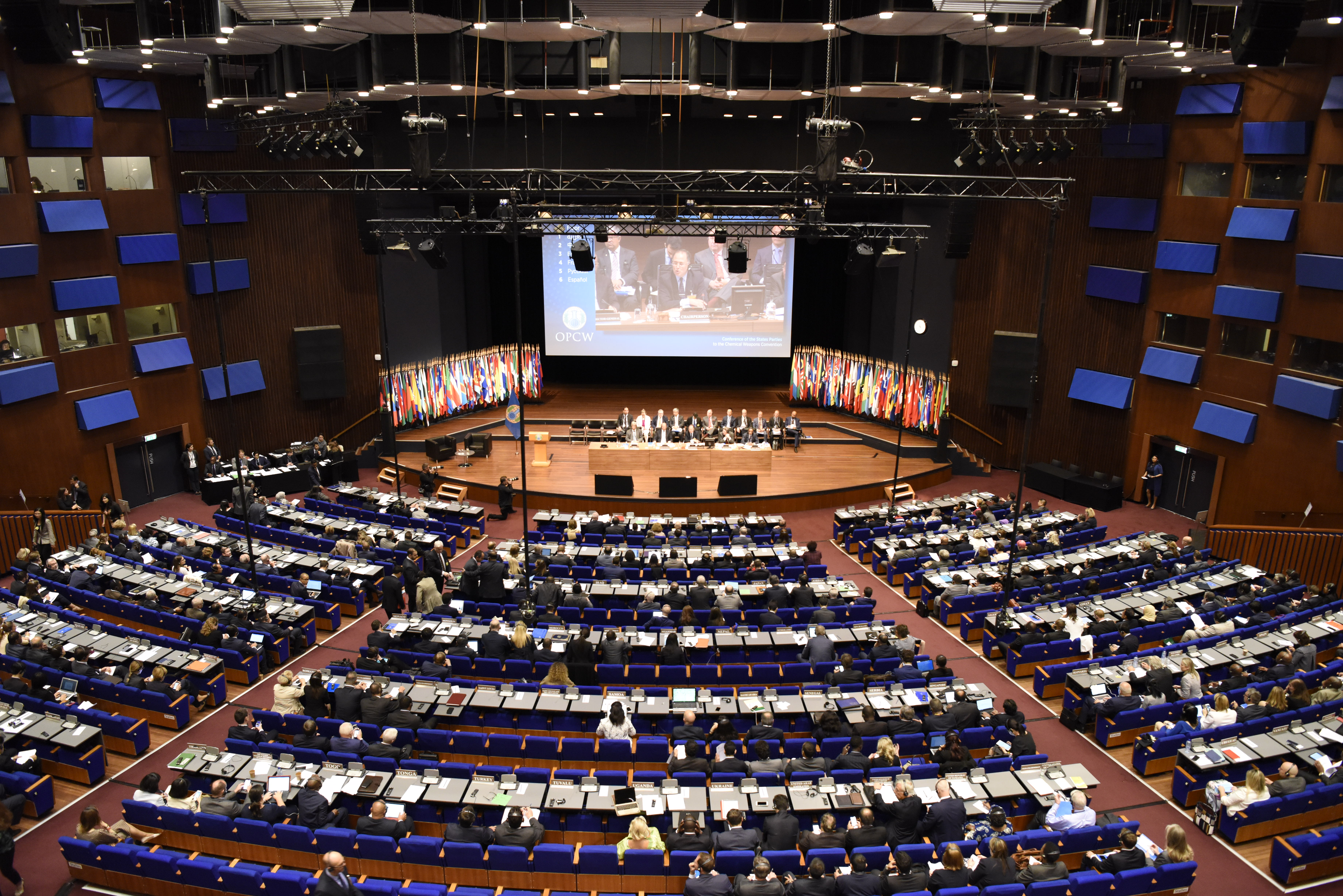
당사국 회의 제4차 특별 회의 (2018)

OPCW의 활동과 핵심 조직 구조는 화학 무기 금지 조약(회원국 모두 OPCW 회원이다)에 명시되어 있다. 주요 기관은 보통 매년 소집되며 모든 국가가 동등한 투표권을 가지고 참여할 수 있는 당사국 회의(CSP)이다. 국가들은 일반적으로 조직에 대한 상주 대표에 의해 회의에 참석하며, 대부분의 경우 이는 네덜란드 대사이기도 하다. 회의는 조직에 관한 모든 주요 안건(예: 보복 조치 시행)과 협약(지침 승인, 회원국에 대한 보복 조치 부과)에 대해 결정한다.
집행 이사회(EC)는 조직의 집행 기관으로, 회의에서 2년 임기로 임명되는 41개 당사국으로 구성된다. 이사회는 무엇보다도 예산을 감독하고 협약과 관련된 모든 문제에 대해 사무국과 협력한다.
기술 사무국(TS)은 이사회가 위임한 대부분의 활동을 수행하며, 조직 직원 대부분이 근무하는 기관이다. OPCW의 주요 활동은 검사 및 검증 부서에서 수행한다.
모든 당사국은 수정된 유엔 분담금 기준에 따라 OPCW 예산에 기여한다. 2020년 OPCW 예산은 70,958,760유로이다.

## 권한
OPCW는 조사한 공격에서 화학 무기가 사용되었는지 여부를 보고할 권한이 있다.
"OPCW는 금지된 화학 물질의 생산 증거를 찾기 위해 모든 서명국에 조사관을 파견할 권한이 있다. 또한 화학 물질이 사용되었을 수 있는 범죄 현장을 조사하는 데 도움이 되는 전문가를 파견할 수도 있다."
2018년 6월 스크리팔 암살 시도 이후 영국은 러시아의 반대에도 불구하고 OPCW가 공격에 대한 책임을 귀속할 수 있는 새로운 권한을 부여해야 한다고 다른 회원국들을 설득했다. 투표는 82대 24로 통과되었으며, 이는 안건 통과에 필요한 3분의 2 이상의 다수결을 초과했다.

## 검사

### 화학 무기 파괴 시설
모든 운영 중인 화학 무기 파괴 시설에서 OPCW는 파괴 성공 여부와 파괴되는 무기량을 확인하기 위해 현장에서 24시간 내내 검사를 수행한다. 검사가 위험한 환경에서 이루어지는 것을 고려하여, 일반적으로 CCTV 시스템을 통해 평가를 수행한다.

### 산업 검사
검사는 회원국이 규제 화학 물질의 생산 및 사용에 부과된 요구 사항을 준수하는지 확인하고, 회원국의 산업 활동이 CWC에서 정한 의무에 따라 정확하게 신고되었는지 확인하기 위해 설계되었다. 검사의 강도와 빈도는 생산되는 화학 물질의 종류에 따라 달라지지만(내림차순: 부속서 1, 부속서 2, 부속서 3 또는 DOC, 규제 화학 물질 참조), 회원국의 지위와는 무관하다.
부속서 1 및 2 시설의 경우, 모든 생산된 화학 물질이 설명되고 수량이 회원국이 제출한 선언과 일치하는지 확인하기 위해 질량 균형이 준비된다. 또한, 부속서 2 및 3 시설에서는 선언 및 협약 규칙과 달리 부속서 1 화학 물질이 생산되는지 여부를 조사한다. 부속서 3 및 DOC에서는 주요 목적이 선언을 확인하고 부속서 2 및 부속서 1 생산 단위의 부재를 확인하는 것이다. 부속서 2 검사 시간은 96시간으로 제한되며, 부속서 3 및 DOC 검사는 최대 24시간이 소요될 수 있다. 부속서 1 검사에는 시간 제한이 없다.

### 도전적 검사 및 화학 무기 사용 의혹 조사
화학 무기 사용 또는 금지된 생산 의혹이 있는 경우, 협약에 따라 사실 조사 검사가 시행될 수 있다. 이러한 활동은 아직 이루어지지 않았지만, OPCW는 유엔 임무의 일환으로 시리아에서 화학 무기 사용 의혹 조사에 기여했다. OPCW는 제시된 증거를 확인한 후 다른 회원국의 요청에 따라 이러한 검사를 수행한다. 오용을 피하기 위해 4분의 3 다수가 도전적 검사 요청을 막을 수 있다.

## 유엔과의 관계
OPCW는 유엔의 전문 기관은 아니지만, 관련 조직으로서 정책 및 실무 문제 모두에서 협력한다. 2000년 9월 7일, OPCW와 유엔은 활동을 조정하는 방법을 명시한 협력 협정을 체결했다. 또한 조사관은 유엔 통행증을 사용하여 여행하며, 통행증에는 이들의 직위, 특권 및 면제를 설명하는 스티커가 부착되어 있다. 유엔 지역 그룹도 OPCW에서 집행 이사회 회전을 관리하고 비공식 토론 플랫폼을 제공한다.

## 회원국
화학 무기 금지 조약의 모든 193개 당사국은 자동으로 OPCW의 회원국이 된다. 회원국이 될 수 있는 다른 국가는 유엔 회원국이다. 이스라엘은 조약을 비준하지 않은 서명국이며, 이집트, 북한, 남수단은 조약을 서명하거나 가입하지 않았다. 팔레스타인은 가장 최근에 조약에 가입한 국가이다. 2021년 4월 21일, 시리아군은 시리아 내전 중 반복적으로 독가스를 사용한 것으로 밝혀진 후 OPCW에서 투표권이 박탈되었다. 회원국의 3분의 2 이상이 시리아의 기구 특권을 즉시 철회하는 데 찬성했다.

## 지도부

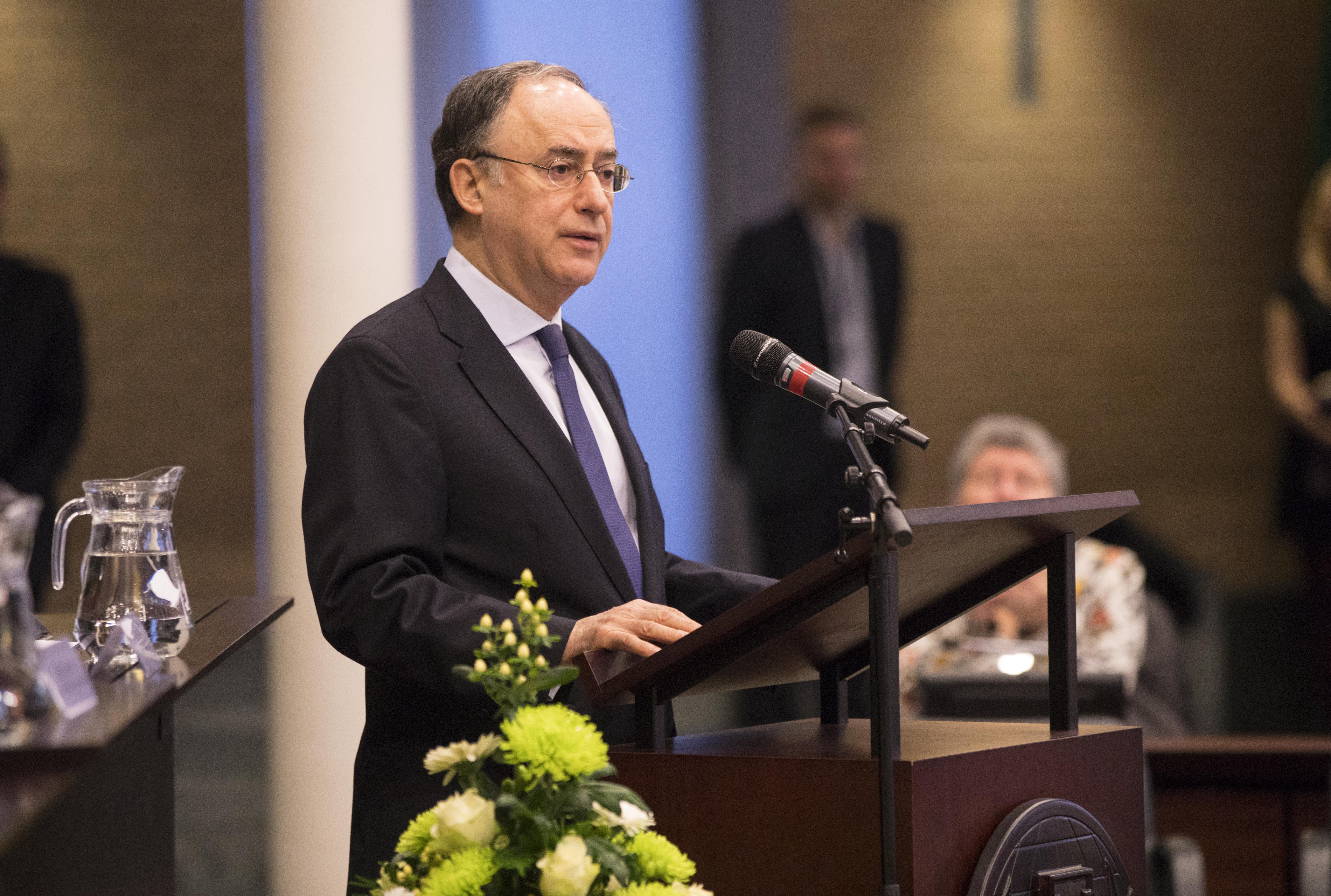
페르난도 아리아스, OPCW 사무총장

이 조직은 현재 스페인 출신 페르난도 아리아스 대사가 사무총장을 맡고 있다.
사무총장은 회의에서 최대 두 번의 4년 임기로 직접 임명된다. 역대 사무총장 목록은 다음과 같다.
| 국가       | 이름                     | 임기 시작       |
| ---------- | ------------------------ | --------------- |
| 브라질     | 조제 부스타니            | 1997년 5월 13일 |
| 아르헨티나 | 로헬리오 피르테르        | 2002년 7월 25일 |
| 튀르키예   | 아흐메트 위쥠쥐          | 2010년 7월 25일 |
| 스페인     | 페르난도 아리아스 (현직) | 2018년 7월 25일 |

아리아스 대사의 임명은 2017년 10월 OPCW 집행 이사회의 합의 추천에 따른 것이다.
아리아스 대사는 다자 외교에 대한 폭넓은 경험을 가진 직업 외교관이다. 이전에는 네덜란드 주재 스페인 대사이자 OPCW 주재 스페인 상주 대표를 역임했다. 또한 뉴욕 주재 유엔 스페인 상주 대표와 말리, 모리타니, 구 유고슬라비아 마케도니아 공화국, 불가리아 주재 스페인 대사를 역임했다.

## 국제 노동 기구 행정 재판소의 판결
2002년, 미국은 OPCW 당사국 회의의 특별 회의를 소집하여 당시 OPCW 사무총장이던 조제 부스타니의 해임을 요청했다. 부스타니는 2002년 4월 22일에 실시된 투표에서 찬성 48표, 반대 7표, 기권 43표로 해임되었다. 이후 부스타니는 사담 후세인이 화학 무기 금지 조약을 비준하도록 설득하는 데 성공했기 때문에 미국이 그의 탄핵을 유발했다고 비난했다. 이는 OPCW 조사관의 이라크 무기고 검사를 의미하며 이라크 침공에 대한 미국의 계획을 좌절시켰을 것이기 때문이다. 그는 또한 국제 노동 기구 행정 재판소에 소송을 제기했고, 재판소는 2003년 7월 16일 판결로 해고를 파기하고 OPCW에 물질적 및 도덕적 손해에 대한 보상을 명령했다. 부스타니는 직위 복귀를 요청하지 않았다.

## 같이 보기
- 1990년 화학 무기 협정
- 오스트레일리아 그룹